# Thal, Elveția
Thal este un oraș în Elveția.

## Populație
| An   | Populație |
| ---- | --------- |
| 1850 | 2,748     |
| 1900 | 3,546     |
| 1910 | 3,888     |
| 1930 | 3,625     |
| 1950 | 4,025     |
| 1970 | 4,919     |
| 1990 | 5,399     |